# Joint Base Elmendorf–Richardson
Joint Base Elmendorf–Richardson (~ Společná základna Elmendorf–Richardson) je vojenské zařízení a letecká základna v pravomoci Ministerstva obrany Spojených států amerických nacházející se v největším městě státu Aljaška, Anchorage.
Základna byla vytvořena v roce 2010 sloučením letecké základny Elmendorf (USAF) a Fort Richardson (US Army) v souladu s doporučeními komise BRAC z roku 2005.
Kmenovou jednotkou základny je 673d Air Base Wing. Elmendorf-Richardson je domovem Alaskan Command (Aljašského velitelství), které je součástí United States Northern Command (Severního velitelství Spojených států), dále 11. letecké armády, 11. výsadkové divize a velitelství aljašské oblasti NORAD. Základna má 5 500 zaměstnanců, jak vojenských, tak civilních.
V srpnu 2025 se na základně uskutečnilo setkání amerického prezidenta Donalda Trumpa a ruského prezidenta Vladimira Putina.